# Kasteel Befferhof

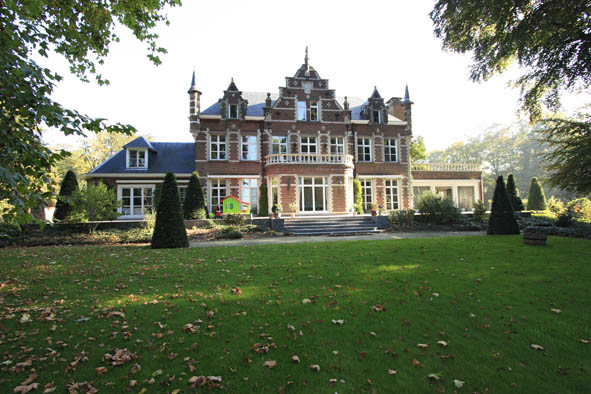
Kasteel Befferhof in Bonheiden

Het Kasteel Befferhof is een omgracht kasteel te Bonheiden. De naam verwijst naar het "Hof van Befferen", het beroepshof voor tientallen plaatselijke schepenbanken in het oude land van Mechelen. Oorspronkelijk was het een grotere hoeve of landhuis, maar dat brandde af tijdens de Franse Revolutie. Herbouw van het kasteel vond plaats in 1832. In 1929 werd de voorgevel vernieuwd in Vlaamse neorenaissancestijl.
Het is vlak bij Mechelen gelegen, met een uitzicht op het natuurgebied Mechels Broek.